# 学校 (山本直樹の漫画)
『学校』(がっこう)は文藝春秋で単行本が出版された山本直樹の青年漫画作品。

## 収録
- 学校
- 渚にて
- ファンシー
- 青春劇場（原作／ピストンやすたか）
- いいわけ（原作／町野変丸）
- 素晴らしき新婚旅行
- 鶏男
- プノンペンの秋
- (自分で解説)

## 単行本
全1巻(A5)
- 1998年11月25日発行  ISBN 4-16090-039-9

## 映像化
- ファンシー (映画)：2020年公開。廣田正興監督、永瀬正敏主演。